# Pentafluoroetano
Pentafluoretano (HCF-125) é um fluorocarbono com a fórmula CF₃CHF₂. E também é um dos substitutos dos HCFC’s (hidroclorofluorcarbonos) usado como refrigerantes (conhecido como R-125) em sistemas térmicos e também usado como agente de combate a incêndio em sistemas de combate a incêndio. 
Não é considerado um gás danoso à camada de ozônio, pois na sua estrutura não tem cloro ou bromo, mas possui um alto potencial de aquecimento global, cerca de 3400 vezes maior que o dióxido de carbono, portanto é um gás do efeito estufa. Apesar de sua importância para química da atmosfera, pouco se conhece a respeito das propriedades eletrônicas e espectroscópicas deste sistema.

## Refrigerante

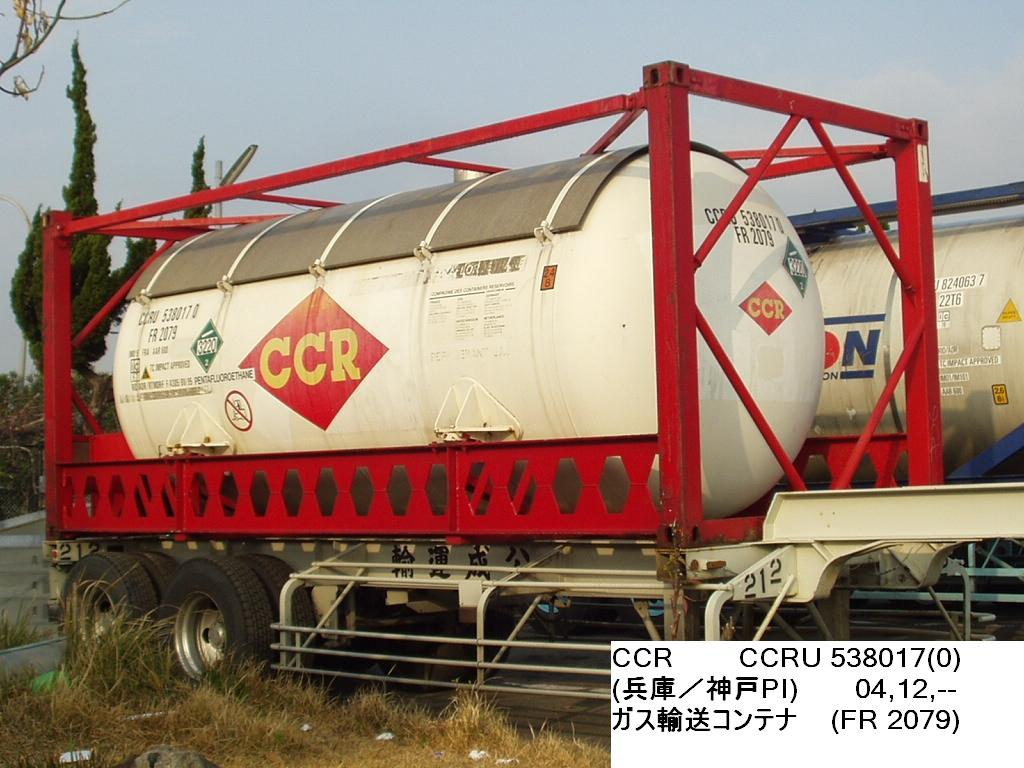
Contêiner de transporte de gás, mostrado no Japão

O pentafluoroetano em uma mistura quase azeotrópica com difluorometano é conhecido como R-410A, um substituto comum para vários clorofluorocarbonos (conhecidos como Freon) em novos sistemas de refrigeração.

## Supressão de incêndio
O HFC-125 (conhecido comercialmente como ECARO-25, FE-25, NAF S 125) é um agente extintor de incêndio em forma gasosa utilizado em sistemas de supressão de incêndio com agentes limpos. Esse composto não deixa resíduos em equipamentos e materiais valiosos após a descarga, sendo ideal para locais onde o uso de água poderia danificar equipamentos caros ou onde a proteção contra incêndio à base de água é inviável, como museus, bancos, salas limpas e hospitais. O agente limpo HFC-125 é armazenado em um recipiente pressurizado e introduzido na área de risco como gás. É inodoro, incolor, eletricamente não condutivo, não corrosivo e não deixa resíduos, sendo seguro para áreas ocupadas com ativos de alto valor.
O HFC-125 suprime o fogo absorvendo a energia térmica em nível molecular mais rápido do que o calor pode ser gerado, impedindo a sustentação do incêndio. Além disso, ele forma radicais livres que interferem quimicamente na reação em cadeia do processo de combustão. Isso o torna um agente de combate a incêndio altamente eficaz, seguro para pessoas e que não causa danos aos equipamentos.

## Impacto ambiental

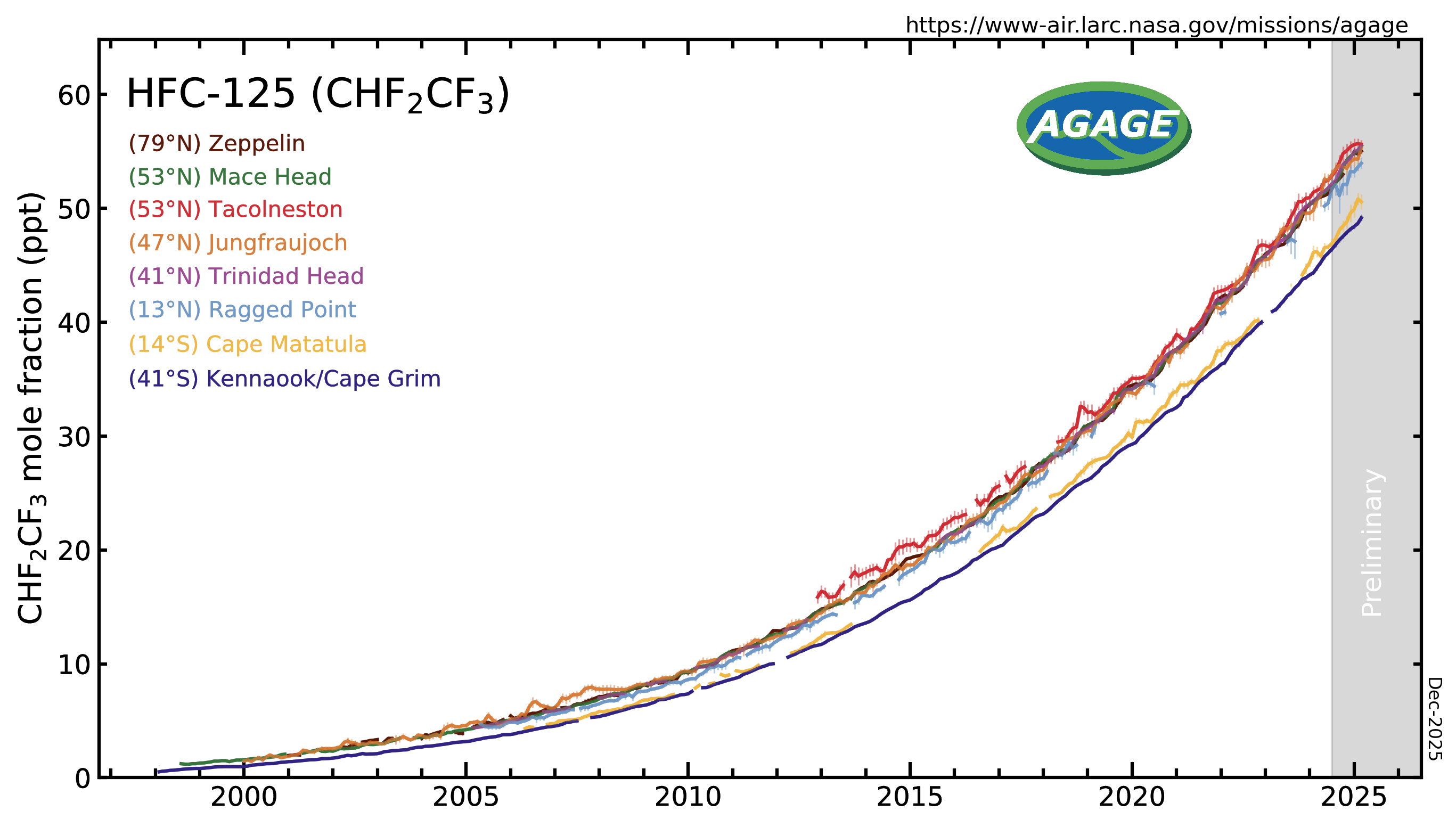
O HFC-125, monitorado pelo Experimento Avançado de Gases Atmosféricos Globais (AGAGE) na baixa atmosfera (troposfera) em estações ao redor do mundo, apresenta abundâncias como médias mensais de frações molares em partes por trilhão, livres de poluição.

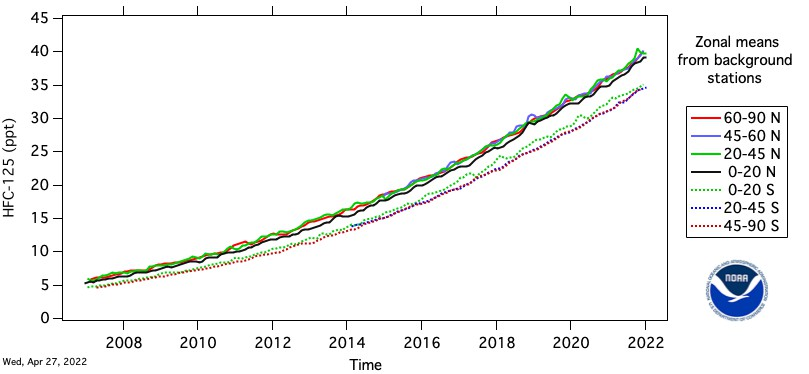
A concentração atmosférica de pentafluoroetano em várias latitudes é registrada desde o ano de 2007.

O HFC-125 é um substituto que não destrói a camada de ozônio para produtos químicos que contêm cloro ou bromo, como o Halon 1301. Devido ao seu alto potencial de aquecimento global (GWP) de 3500 vezes o do CO₂ e à sua vida atmosférica de 29 anos, está incluído na lista de substâncias controladas pelo Protocolo de Montreal.
Quando foi introduzido no mercado, o HFC-125 não era considerado seguro para uso em áreas ocupadas, conforme refletido pela listagem do SNAP (Significant New Alternative Policy) da EPA dos EUA. No entanto, com a introdução e aceitação do modelo PBPK na norma 2001 da NFPA sobre Sistemas de Extinção de Incêndio com Agentes Limpos (edição de 2004), a restrição foi relaxada, e o HFC-125 passou a ser utilizado em áreas ocupadas. Geralmente, riscos da classe B (líquidos inflamáveis) exigem concentrações que excedem o nível de ausência de efeitos adversos observáveis (NOAEL) do agente, o que requer precauções adicionais para evitar exposição prolongada.
Em altas temperaturas, o pentafluoroetano se decompõe e produz fluoreto de hidrogênio, identificado por um odor forte e penetrante, perceptível em concentrações muito abaixo dos níveis perigosos. Outros produtos de decomposição incluem fluoreto de carbonila, monóxido de carbono e dióxido de carbono. Antes de reentrar em uma sala onde o sistema de HFC-125 foi ativado para suprimir um incêndio, a atmosfera deve ser testada. Um aditivo de remoção de ácido adicionado ao pentafluoroetano pode reduzir a quantidade de fluoreto de hidrogênio.